# 원숭이
원숭이(猿-, Simius) 또는 잔나비는 영장류에 속하는 동물의 총칭이다. 원숭이하목은 크게 "신세계원숭이", "구세계원숭이", "유인원"으로 나뉜다. 신세계원숭이는 광비원소목을 이루지만, 구세계원숭이는 협비원소목의 한 상과에 그친다. 생김새와는 다르게, 구세계원숭이는 분류학상으로는 신세계원숭이보다 인간과 훨씬 더 근연 관계에 있다. 일부 중앙아프리카 지역에서는 가축으로 기르기도 한다.

## 신체적 특징
몸무게가 다양하며 약 100g의 피그미마모셋도 있다. 원숭이류의 진화의 특징을 요약하면 다음과 같다. 첫째, 눈이 얼굴의 양쪽에서 앞쪽으로 이행하여 양쪽 눈을 함께 사용할 수 있어 입체적으로 볼 수 있게 되었다. 이것은 나무 위에서의 민첩한 행동과 관계가 있다. 둘째, 코가 퇴화하고 눈이 발달하여 후각 위주의 생활에서 시각에 의존한 생활로 이행한다. 셋째, 입천장이 퇴화하고 이빨의 수가 감소한다. 넷째, 손의 엄지손가락은 다른 4개의 손가락과 서로 마주보게 되어서 나무의 가지를 꽉 쥐거나 먹이 등을 잡을 수 있어 손은 점점 보행기관으로부터 해방되었다. 다섯째, 손발톱이 갈고리 모양에서 편평한 것으로 변화되고 지문의 발달을 볼 수 있다. 여섯째, 한 번에 낳은 새끼의 수가 줄면서 임신기간이 길어지고 점차로 직립화가 확립된다. 일곱째, 수명이 길어지고 사회적인 행동과 사회구조가 복잡화된다. 간혹 얼굴 등이 붉거나 검은 원숭이가 있는데, 이것은 색소나 혈액의 관계에 의한 것이다.

## 생태

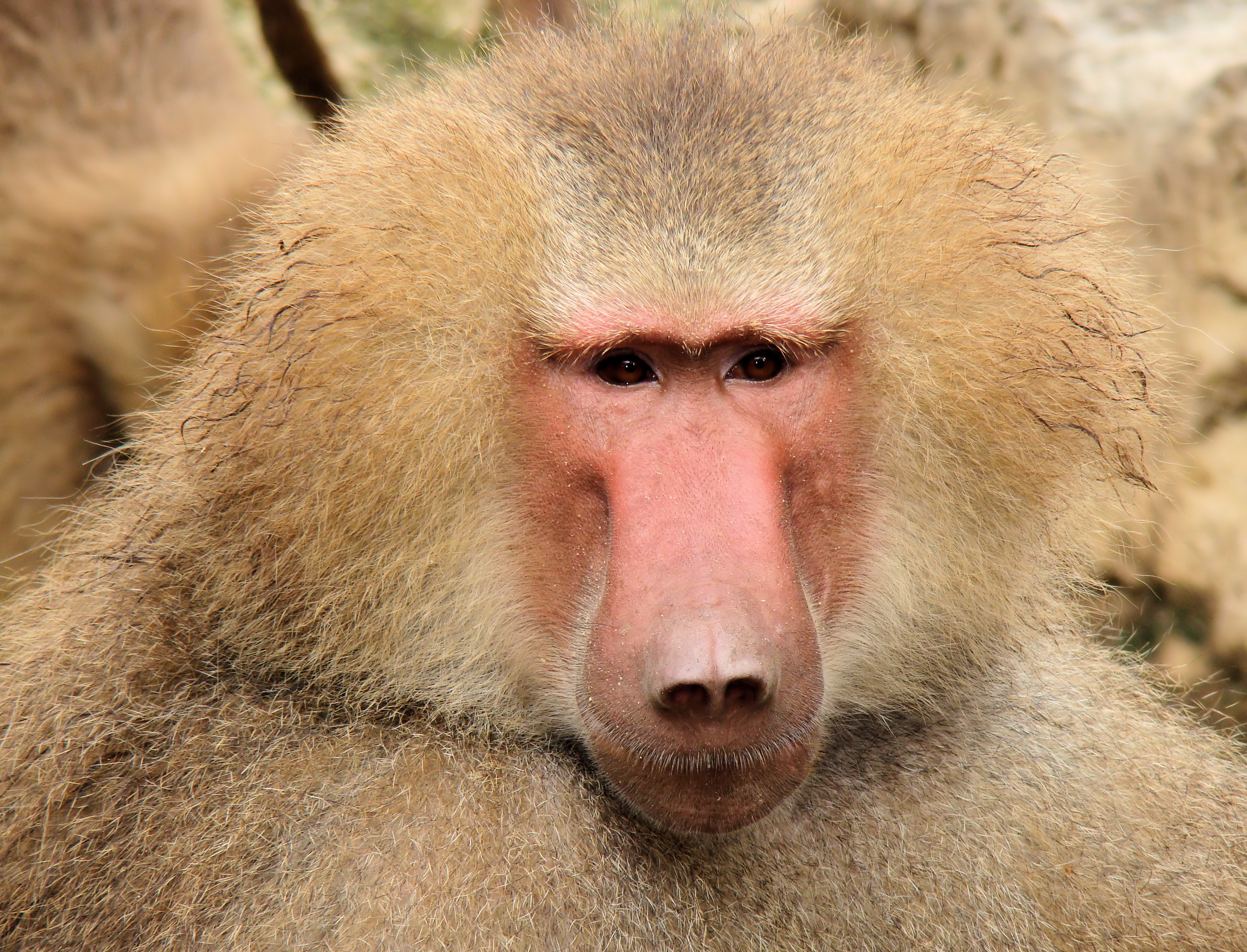
망토개코원숭이

### 수명
원숭이는 다른 포유류보다 오래 산다. 침팬지는 60년까지 살며, 꼬리감는원숭이는 40년을 산다.

### 생식
대부분 한배에 한 마리의 새끼를 낳으며 임신기간은 4.5-8개월이다. 새끼원숭이는 대부분 어미에게 전적으로 의존해서 살아가는데 종에 따라서 2-3주에서 2년까지 어미젖을 먹는다. 원숭이는 태어나면 바로 어미의 털을 붙잡고 매달린다. 어미는 새끼가 혼자서 안전하게 돌아다닐 수 있을 때까지 새끼를 데리고 다닌다. 처음에 새끼는 어미의 배에 매달리지만 나중에는 등을 타고 다닌다. 식성은 잡식성으로 주로 새, 새알, 꽃, 개구리, 과일, 풀, 곤충, 나뭇잎, 도마뱀, 견과, 식물의 뿌리 등을 먹는다.
땅 위에서 생활하는 원숭이들은 일반적으로 잡식의 경향이 있다. 긴팔원숭이는 비교적 잡식성이며 오랑우탄은 과일만을 먹는다. 고릴라는 완전한 식물성이나, 침팬지는 잡식성이다. 또 개코원숭이, 즉 비비는 육식성으로 물고기나 가재, 게, 새우 등을 잡아 날것으로 먹기도 한다.

### 생활
원숭이류는 주로 무리를 지어 사회생활을 한다.
원숭이의 무리를 이루는 종류는 가족무리, 여러수컷무리, 한수컷무리의 세 종류가 있다. 먼저 가족무리는 수컷 성체 한 마리, 암컷 성체 한 마리, 그리고 그들의 새끼로 이루어진다. 둘째, 여러수컷무리는 수컷 성체 여러 마리, 수컷 수 몇 배의 암컷 성체, 그리고 새끼들로 이루어진다. 셋째, 한수컷무리는 수컷 성체 한 마리, 암컷 성체 여러 마리, 그리고 새끼들로 이루어진다. 원숭이의 천적은 나무 위에 사는 원숭이와 땅 위에 사는 원숭이가 다르다. 나무 위에 사는 원숭이는 고작해야 큰 독수리 따위가 먹이를 빼앗아 먹지만 땅에서 사는 원숭이들은 먹이를 빼앗아 먹는 치타·하이에나·재칼·표범·사자 등 적이 많다. 그러므로 위험을 피하거나, 자신들을 스스로 방어하기 위해서는 강한 지도자 밑에서 튼튼한 조직체를 이루어야 한다.

## 원숭이 기르기
원숭이는 태어난 지 10일쯤 되면 무엇이든 입에 넣는다. 20일쯤 되면 재롱도 부리고, 앞니가 나고, 나무에도 기어오르기 시작한다. 원숭이 두 마리를 사육하면 서로 어울려 상대방의 몸을 만지고 털을 손질해 준다. 이 털고르기 작업을 통해 기생충을 잡아 주면서 서로의 존재를 인정하고 사랑의 감정도 느낀다. 또 원숭이 새끼들은 장난이 무척 심하다. 씨름이나 달리기, 재주넘기 등은 기본이고 나무 위에 오를 때에도 장난을 쳐 상대방을 떨어뜨린다. 때로는 장난이 너무 심해 싸우기도 한다. 그러면 어미 원숭이는 소리를 질러 싸움을 말린다.
대한민국에서는 원숭이의 밀수·사육·판매·개인 거래가 법적으로 금지되어 있으며, 현행법상 동물원이나 유관기관의 보호를 받도록 되어 있다.

## 원숭이 집
원숭이를 실내에 놓아서 기르더라도 원숭이집은 필요하다. 케이지는 체형에 맞게 널찍한 것으로 선택한다. 그 외에도 열쇠·목줄·식기·자동물병·보온기구 등이 필요하다. 케이지 주변에는 물건을 놓아 두지 않는다. 장난을 좋아하여 기다란 팔을 뻗어 케이지 밖의 물건을 쥐거나 부수기 때문이다. 케이지는 넓이와 높이가 최소한 50cm는 되어야 하며, 바닥의 일부는 철망을 깔고 아래에 서랍식 나무상자를 설치하여 배설물이 바닥에 쌓이도록 한다. 청소할 때는 이것만 꺼내서 하면 된다.

## 원숭이 돌보기
원숭이는 동작이 매우 빠르고 높은 곳에도 잘 올라가기 때문에 키우는 데 상당한 노력이 필요하다. 장롱이나 화장대 등에 올라가 물건을 만져 엉망으로 만들기도 하고 긴 팔을 내밀어 전깃줄 등의 위험물을 잡아당기기도 한다. 화분이나 꽃병 등을 깰 수도 있다. 게다가 비상약품 등을 비롯한 물품 등도 잘 보관하여야 한다. 원숭이는 사람 흉내내기를 좋아하기 때문에 삼키거나 위험한 장난을 하여 불의의 사고를 당할 수 있기 때문이다. 장난감 등 놀이 기구를 가지고 노는 것을 매우 좋아하며 재롱도 잘 부른다. 목욕은 3-4일에 한번씩 시켜 주고 멋내는 것을 좋아하므로 옷도 입히고 액세서리도 꽂아 주며, 모자도 씌워 준다. 하지만 지나치게 꽉 끼는 옷이나 불편할 정도의 치장은 좋지 않다. 광견병 예방주사를 맞히고 1년에 한 번씩 또는 2-3개월에 한 번씩 구충제도 먹인다. 특히 여름철에 날것이나 찬것을 많이 먹이면 설사 등 배앓이를 할 수 있으므로 조심하여야 한다. 원숭이는 사람들이 생각하는 것만큼 영리하지 않으므로 훈련을 시킬 때 너무 많은 것을 기대하면 오히려 역효과가 난다. 훈련 등으로 스트레스가 쌓이면 자신의 배설물을 아무데나 실례하는 버릇이 있다.

## 원숭이 먹이 주기
일반적으로 나뭇잎과 과실 등을 먹는 것으로 알려져 있지만 곤충이나 작은 설치류 등도 먹는다. 먹이는 하루에 두 번 아침 저녁으로 주는 것이 좋다. 작은 종일수록 동물질을 중심으로 주어야 하는데, 동물질의 인공사료에 야채와 과일 등의 식물성을 곁들이면 된다. 때때로 곤충 등을 잡아 주면 좋아한다. 손으로 직접 주는 것을 좋아한다. 집게나 나무젓가락으로 주면 친근감이 떨어지고 원숭이는 자기를 헤치려는 줄 알고 사납게 굴 수도 있다.

## 분류
- 영장목(PRIMATES)
  - 곡비원아목(Strepsirrhini) - 여우원숭이류
  - 직비원아목(Haplorrhini)
    - 안경원숭이하목(Tarsiiformes)
    - 원숭이하목(Simiiformes)
      - 광비원소목(Platyrrhini) - 신세계원숭이
        - 비단원숭이과 (Callitrichidae)
        - 꼬리감는원숭이과(Cebidae)
        - 올빼미원숭이과(Aotidae)
        - 사키원숭이과(Pitheciidae)
        - 거미원숭이과(Atelidae)

      - 협비원소목(Catarrhini)
        - 긴꼬리원숭이상과(Cercopithecoidea) - 구세계원숭이
          - 긴꼬리원숭이과(Cercopithecidae)

        - 사람상과(Hominoidea) - 유인원
          - 긴팔원숭이과(Hylobatidae)
          - 사람과(Hominidae) - 사람, 고릴라, 침팬지, 오랑우탄

## 음식
중국에서 8대진미로 손꼽히는 원숭이골은 원숭이의 머리뼈를 도려내어 그 뇌를 먹는다.

## 관련 문화

### 한국 문화
- 십이지 중에서 9번째 동물이다.

### 중국 문화
- 고전문학중의 서유기에 나오는 주인공인 손오공은 원숭이를 소재로 했다.
- 중화민국의 야구 팀에 라미고 몽키스가 있다.

### 일본 문화
- 2006년 원숭이를 소재로 삐뽀사루 겟츄라는 게임과 만화를 만들었다.

### 서양 문화
- 오즈의 마법사에서 날개달린 원숭이라는 악역이 나온다. ?

## 같이 보기
- 무한 원숭이 정리

## 원숭이가 모티브인 캐릭터
- 정글박스 - 찐따
- 마법천자문-손오공, 부두목
- 손오공
- 치로와 친구들 - 찰리

## 참고 자료
- 이 문서에는 다음커뮤니케이션(현 카카오)에서 GFDL 또는 CC-SA 라이선스로 배포한 글로벌 세계대백과사전의 내용을 기초로 작성된 글이 포함되어 있습니다.